# Everything Must Go (álbum)
Everything Must Go é o quarto álbum de estúdio da banda galesa de rock Manic Street Preachers, lançado em maio de 1996. É o primeiro disco do grupo após o desaparecimento do guitarrista e compositor Richey Edwards.
Com influências do britpop, o álbum foi um sucesso de crítica e público, foi escolhido como um dos melhores álbuns de 1996 por revistas especializadas como a NME e Q. Estreou na segunda posição na UK Albums Chart, enquanto "A Design for Life", primeiro single do projeto, tornou-se um dos maiores sucessos do Manic Street Preachers.

## Faixas
Todas as letras escritas por Nicky Wire, todas as músicas compostas por James Dean Bradfield e Sean Moore, exceto onde anotado.
| N.º | Título                                     | Letras               | Música                 | Duração |  |
| 1.  | "Elvis Impersonator: Blackpool Pier"       | Wire, Richey Edwards |                        | 3:29    |  |
| 2.  | "A Design for Life"                        |                      |                        | 4:16    |  |
| 3.  | "Kevin Carter"                             | Edwards              | Bradfield, Moore, Wire | 3:24    |  |
| 4.  | "Enola/Alone"                              |                      |                        | 4:07    |  |
| 5.  | "Everything Must Go"                       |                      |                        | 3:41    |  |
| 6.  | "Small Black Flowers That Grow in the Sky" | Edwards              | Bradfield, Moore, Wire | 3:02    |  |
| 7.  | "The Girl Who Wanted to Be God"            | Wire, Edwards        |                        | 3:35    |  |
| 8.  | "Removables"                               | Edwards              | Bradfield, Moore, Wire | 3:31    |  |
| 9.  | "Australia"                                |                      |                        | 4:04    |  |
| 10. | "Interiors (Song for Willem de Kooning)"   |                      |                        | 4:17    |  |
| 11. | "Further Away"                             |                      |                        | 3:38    |  |
| 12. | "No Surface All Feeling"                   |                      |                        | 4:14    |  |

## Ficha técnica
- James Dean Bradfield – vocais, guitarras e piano
- Sean Moore – bateria, percussão, trompete e vocais de apoio
- Nicky Wire – baixo e vocais de apoio
- Richey Edwards – guitarra em "No Surface All Feeling"